# Colombarone
Colombarone este o arie protejată (arie specială de conservare — SAC, sit de importanță comunitară — SCI) din Italia întinsă pe o suprafață de 50 ha, integral pe uscat.

## Localizare
Centrul sitului Colombarone este situat la coordonatele 44°37′06″N 10°47′19″E / 44.618333°N 10.788611°E.

## Înființare
Situl Colombarone a fost declarat sit de importanță comunitară în iulie 2002 pentru a proteja 14 specii de animale. Situl a fost protejat și ca arie specială de conservare în martie 2019.

## Biodiversitate
Situată în ecoregiunea continentală, aria protejată conține 4 habitate naturale: Râuri mediteraneene cu debit permanent cu specii de Paspalo-Agrostidion și galerii riverane de Salix și de Populus alba, Galerii de Salix alba și de Populus alba, Râuri cu maluri nămoloase cu vegetație de Chenopodion rubri p.p. și Bidention p.p., Pajiști uscate seminaturale și facies de acoperire cu tufișuri pe substraturi calcaroase (Festuco-Brometalia) (* situri importante pentru orhidee).
La baza desemnării sitului se află mai multe specii protejate:
- păsări (12): fluierar de munte (Actitis hypoleucos), pescăruș albastru (Alcedo atthis),  prundaș gulerat mic (Charadrius dubius), barză neagră (Ciconia nigra), șerpar (Circaetus gallicus), egretă mică (Egretta garzetta), becațină comună (Gallinago gallinago), sfrâncioc roșiatic (Lanius collurio), stârc de noapte (Nycticorax nycticorax), chiră de baltă (Sterna hirundo), fluierar de mlaștină (Tringa glareola), nagâț (Vanellus vanellus)
- pești (2): Barbus plebejus, Protochondrostoma genei

Pe lângă speciile protejate, pe teritoriul sitului au mai fost identificate 2 specii de amfibieni, 4 specii de mamifere, 1 specie de nevertebrate, 2 specii de pești, 5 specii de reptile.